# Брайант, Джо
Джо Брайант (англ. Joe Bryant; 19 октября 1954, Филадельфия, Пенсильвания — 16 июля 2024) — американский баскетболист, выступал в Национальной баскетбольной ассоциации. Отец Коби Брайанта.

## Профессиональная карьера

### Филадельфия Севенти Сиксерс (1975—1979)
После выступления за Университет Ла Салля Брайнт был задрафтован «Голден Стэйт Уорриорз» под 14-м пиком, но позже обменян в команду из своего родного города «Филадельфия Севенти Сиксерс», где отыграл четыре сезона. В своем втором сезоне 1976/1977 в составе «Севенти Сиксерс» он играл вместе с игроками участниками матча всех звёзд НБА Джулиусом Ирвингом, Дугласом Коллинзом и Джорджем Макгиннисом. Команда дошла до финала НБА 1977 года, но в итоге проиграла в нём «Портленд Трэйл Блэйзерс» со счётом 4:2.

### Сан-Диего Клипперс (1979—1982)
Перед сезоном 1979/1980 «Сиксерс» обменяли Брайанта в «Сан-Диего Клипперс», где он провёл три сезона. В первой игре сезона 1979/1980, сыгранной дома против «Лос-Анджелес Лейкерс», Брайант забил памятный слэм-данк над высоченным центровым Каримом Абдул-Джаббаром.

### Хьюстон Рокетс (1982—1983)
После сезона 1981 года Брайант был обменян в «Хьюстон Рокетс», где отыграл один сезон, ставший для него последним в НБА.

### Европа (1983—1992)
Брайант выступал за границей в Италии и Франции с 1982 по 1992 год, выступая за итальянские команды «АМГ Себастиани», «Реджо Калабрия», «Олимпия» (Пистоя) и «Реджана», а также за французскую команду «Мюлуз». Он завершил свою игровую карьеру в 1992 году.

## Тренерская карьера

### Лос-Анджелес Спаркс (2005—2007, 2011)
17 августа 2005 года Брайант был назначен главным тренером клуба женской НБА «Лос-Анджелес Спаркс», сменив предыдущего тренера (и бывшего партнёра по команде «Севенти Сиксерс») Генри Бибби. В сезоне 2006 года он привёл «Спаркс» к результату 25-9 и выходу в финал конференции. В апреле 2007 года Брайант был заменён на посту главного тренера «Спаркс» Майклом Купером, который ранее возглавлял команду в 2000-2004 годах.
В 2011 году Брайант вернулся в «Спаркс», сначала в качестве помощника тренера, но позже в качестве главного тренера до конца сезона 2011 года.

## Личная жизнь и смерть
В 1975 году Брайант женился на Пэм Кокс, сестре бывшего игрока НБА Чабби Кокса. Их сын, Коби, также был игроком НБА, который впоследствии был включен в Зал славы баскетбола. Коби погиб в авиакатастрофе 26 января 2020 года вместе со своей 13-летней дочерью (внучкой Джо) Джанной. У Брайанта также было две дочери, Шариа и Шайя. Через свою жену Пэм он был шурином профессионального баскетболиста Джона Кокса IV.
Брайант скончался 15 июля 2024 года в возрасте 69 лет. Хотя официальная причина смерти не была объявлена, The Philadelphia Inquirer сообщила, что Брайант недавно перенёс обширный инсульт.

## Статистика

### Статистика в НБА
| Сезон                                                                                    | Команда            | Регулярный сезон | Регулярный сезон | Регулярный сезон | Регулярный сезон | Регулярный сезон | Регулярный сезон | Регулярный сезон | Регулярный сезон | Регулярный сезон | Регулярный сезон | Регулярный сезон | Серия плей-офф | Серия плей-офф | Серия плей-офф | Серия плей-офф | Серия плей-офф | Серия плей-офф | Серия плей-офф | Серия плей-офф | Серия плей-офф | Серия плей-офф | Серия плей-офф |
| Сезон                                                                                    | Команда            | GP               | GS               | MPG              | FG%              | 3P%              | FT%              | RPG              | APG              | SPG              | BPG              | PPG              | GP             | GS             | MPG            | FG%            | 3P%            | FT%            | RPG            | APG            | SPG            | BPG            | PPG            |
| ---------------------------------------------------------------------------------------- | ------------------ | ---------------- | ---------------- | ---------------- | ---------------- | ---------------- | ---------------- | ---------------- | ---------------- | ---------------- | ---------------- | ---------------- | -------------- | -------------- | -------------- | -------------- | -------------- | -------------- | -------------- | -------------- | -------------- | -------------- | -------------- |
| 1975/76                                                                                  | Филадельфия        | 75               |                  | 16,0             | 42,2             |                  | 62,6             | 3,7              | 0,8              | 0,6              | 0,3              | 7,4              | 3              |                | 14,3           | 75,0           |                | 71,4           | 4,3            | 0,3            | 0,3            | 0,3            | 7,7            |
| 1976/77                                                                                  | Филадельфия        | 61               |                  | 10,0             | 44,6             |                  | 75,7             | 1,9              | 0,8              | 0,6              | 0,2              | 4,4              | 10             |                | 7,4            | 38,7           |                | 62,5           | 1,5            | 0,7            | 0,6            | 0,2            | 2,9            |
| 1977/78                                                                                  | Филадельфия        | 81               |                  | 15,3             | 43,6             |                  | 77,1             | 3,5              | 1,6              | 0,7              | 0,3              | 6,1              | 10             |                | 12,2           | 44,7           |                | 72,7           | 2,5            | 0,9            | 0,6            | 0,1            | 5,0            |
| 1978/79                                                                                  | Филадельфия        | 70               |                  | 15,2             | 42,9             |                  | 72,4             | 3,7              | 1,5              | 0,7              | 0,1              | 7,6              | 7              |                | 5,0            | 38,5           |                | 50,0           | 0,1            | 0,6            | 0,1            | 0,0            | 3,0            |
| 1979/80                                                                                  | Сан-Диего Клипперс | 81               |                  | 28,7             | 43,1             | 14,7             | 74,2             | 6,4              | 1,8              | 1,3              | 0,5              | 9,3              | Не участвовал  | Не участвовал  | Не участвовал  | Не участвовал  | Не участвовал  | Не участвовал  | Не участвовал  | Не участвовал  | Не участвовал  | Не участвовал  | Не участвовал  |
| 1980/81                                                                                  | Сан-Диего Клипперс | 82               |                  | 28,8             | 47,9             | 13,3             | 79,1             | 5,4              | 2,3              | 0,9              | 0,4              | 11,6             | Не участвовал  | Не участвовал  | Не участвовал  | Не участвовал  | Не участвовал  | Не участвовал  | Не участвовал  | Не участвовал  | Не участвовал  | Не участвовал  | Не участвовал  |
| 1981/82                                                                                  | Сан-Диего Клипперс | 75               | 49               | 26,5             | 48,6             | 26,7             | 78,5             | 3,7              | 2,5              | 1,0              | 0,4              | 11,8             | Не участвовал  | Не участвовал  | Не участвовал  | Не участвовал  | Не участвовал  | Не участвовал  | Не участвовал  | Не участвовал  | Не участвовал  | Не участвовал  | Не участвовал  |
| 1982/83                                                                                  | Хьюстон            | 81               | 56               | 25,4             | 44,8             | 22,2             | 70,3             | 3,4              | 2,3              | 1,0              | 0,4              | 10,0             | Не участвовал  | Не участвовал  | Не участвовал  | Не участвовал  | Не участвовал  | Не участвовал  | Не участвовал  | Не участвовал  | Не участвовал  | Не участвовал  | Не участвовал  |
|                                                                                          | Всего              | 606              | 105              | 21,2             | 45,0             | 20,0             | 74,3             | 4,0              | 1,7              | 0,9              | 0,3              | 8,7              | 30             |                | 9,1            | 44,8           |                | 67,9           | 1,8            | 0,7            | 0,5            | 0,1            | 4,1            |
| Наведите курсор мыши на аббревиатуры в заголовке таблицы, чтобы прочесть их расшифровку. |                    |                  |                  |                  |                  |                  |                  |                  |                  |                  |                  |                  |                |                |                |                |                |                |                |                |                |                |                |